# Bataille de Mons-en-Pévèle, 18 août 1304
La Bataille de Mons-en-Pévèle, 18 août 1304 est un tableau de Charles-Philippe Larivière, peint en 1841. Il s'agit de l'une des œuvres visibles dans la galerie des batailles, au château de Versailles, en France.

## Description
La Bataille de Mons-en-Pévèle est une huile sur toile, de 4,65 m de haut sur 5,43 m de long. Elle représente une scène de la bataille de Mons-en-Pévèle, en 1304. Le roi Philippe le Bel est représenté à cheval, chargeant à la tête de son armée, et pourtant le visage découvert et sans armure !

## Localisation
L'œuvre est située dans la galerie des batailles, dans le château de Versailles. Les toiles de la galerie étant disposées par ordre chronologique, elle est placée entre celles représentant la bataille de Taillebourg (1242) et la bataille de Cassel (1328).

## Historique
En 1833, le roi Louis-Philippe, au pouvoir depuis 3 ans, décide de convertir le château de Versailles en musée historique de la France. La galerie des batailles est inaugurée en 1837. 33 toiles monumentales y sont disposées, dépeignant des épisodes militaires de l'histoire de France.
Charles-Philippe Larivière peint la toile en 1841 et la présente au Salon la même année.

## Artiste
Charles-Philippe Larivière (1798-1876) est un peintre français.